# Alvis Leonides

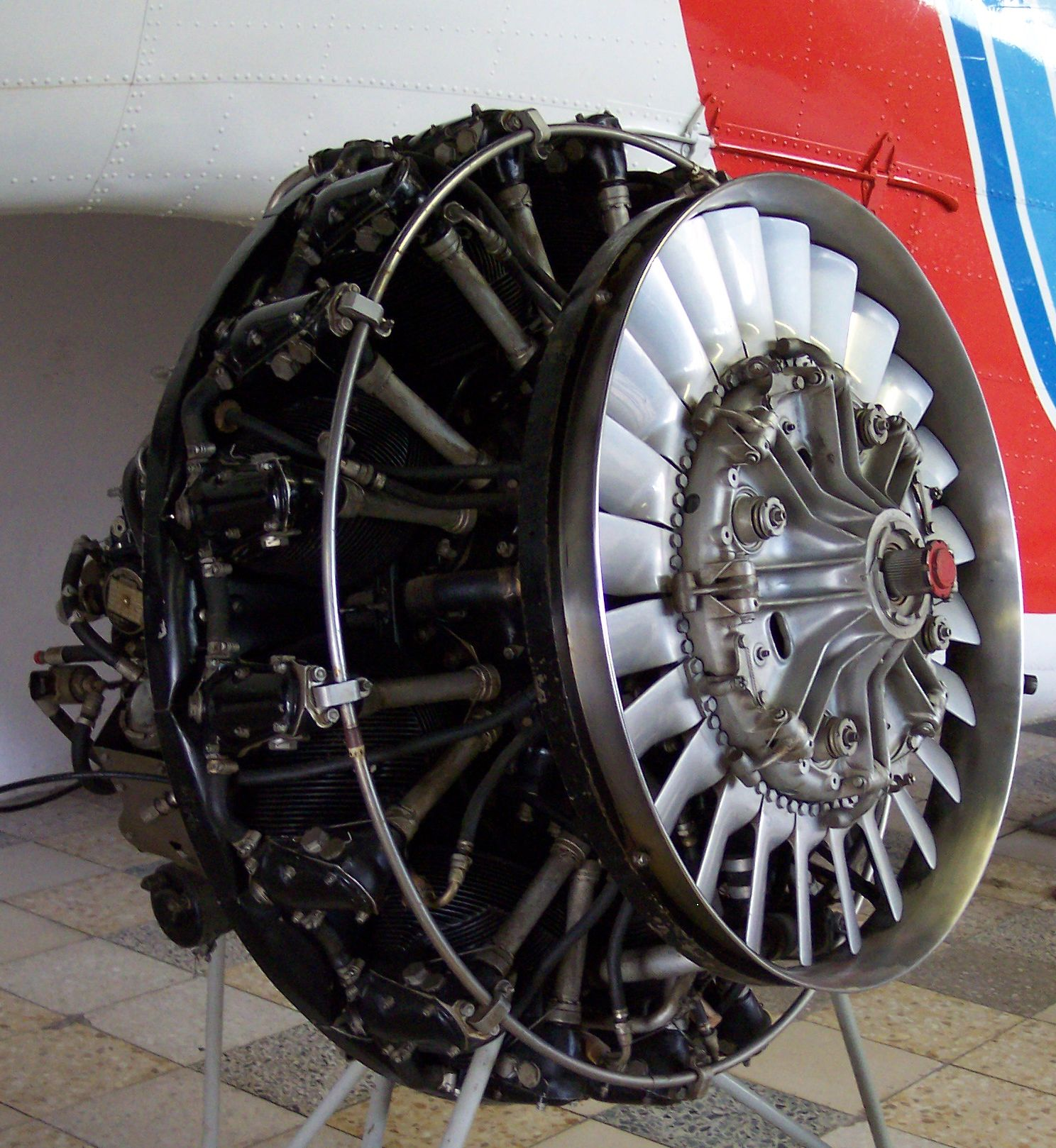
Ein Alvis Leonides mit Lüfter für den Einsatz in Hubschraubern.

Der Alvis Leonides ist ein luftgekühlter Sternmotor mit neun Zylindern. Er wurde in seiner ersten Ausführung von dem britischen Hersteller Alvis von 1937 an gefertigt. Das Unternehmen baute zu dieser Zeit französische Motoren von Gnôme et Rhône in Lizenz.

## Geschichte
Der Motor wurde von George Thomas Smith-Clarke entwickelt. Der erste Prototyp lief im Dezember 1936 und erreichte eine Leistung von 415 PS. Die Entwicklung wurde vorangetrieben und der Motor in einer umgebauten Bristol Bulldog erprobt. Airspeed stellte dafür mit George Errington eigens einen Testpiloten ab. Das Air Ministry erteilte noch vor dem Kriegsbeginn die zivile Zulassung. Dennoch wurden die Entwicklungsarbeiten zunächst weitgehend eingestellt, nach dem Kriegsende aber wieder aufgenommen.
Nach der weiteren Erprobung in einer Airspeed Oxford und einer Airspeed Consul wurde der Motor in den Ausführungen 500 und 510 für Flugzeuge sowie 520 für Hubschrauber angeboten. Beide hatten eine Startleistung von 500 PS. Als erstes Flugzeug erhielt die Percival Prince Alvis-Leonides-Motoren. Die Zulassung erfolgte im August 1958. Die RAF wählte den Motor in der Ausführung 503/6 (Mk.126) als Antrieb für das Standardschulflugzeug Percival Provost. Ab 1959 wurden die Motoren mit auf 650 PS gesteigerter Leistung und einem auf 121,9 mm vergrößerten Hub als Serie 530 gebaut, insbesondere für die Scottish Aviation Twin Pioneer. Auch die aus der Percival Prince abgeleiteten Ausführungen President und Pembroke wurden von Leonides-Motoren angetrieben. Von der letzteren hatte die Bundeswehr 34 Stück bis 1972 im Einsatz, deren Motoren die Bezeichnung Mk.127 trugen.
Die Hubschraubervariante wurde zuerst bei dem britischen Lizenzbau der Sikorsky S-51 verwendet, später auch in der Bristol 171 Sycamore. Dafür war ein Gebläse sowie eine geänderte Ölversorgung erforderlich, die den Betrieb des Motors bei jeder Lage der Kurbelwelle zwischen waagrecht und senkrecht ermöglichte.
Die Produktion wurde 1967 eingestellt, als das Unternehmen Teil der British Leyland Motor Corporation wurde.
Ab 1951 hatte es auch eine Doppelsternvariante mit 14 Zylindern und 870 PS Startleistung gegeben, den Alvis Leonides Major.

## Technische Ausführung
Die Zylinder bestehen aus Stahl, die darauf geschraubten und geschrumpften Zylinderköpfe aus Aluminium. Die Zylinderlaufflächen sind nitriert. In den Zylinderköpfen befinden sich pro Zylinder ein Einlass- und ein Auslassventil aus austenitischem Stahl, das Auslassventil ist zusätzlich natriumgekühlt. Beide Ventile werden über Kipphebel und Stoßstangen von einer zweispurigen Nockentrommel mit je vier Nocken betätigt. Die Stoßstangen laufen mit Rollen auf der Nockentrommel. Der ganze Ventiltrieb ist vollständig gekapselt. Die Kolben bestehen aus geschmiedetem Leichtmetall und besitzen zwei  Kompressions- und zwei Abstreifringe. Alle Pleuel wurden aus Stahl gefertigt und weisen ein Doppel-T-Profil auf. Das Hauptpleuel hat ein Weißmetalllager, die daran angelenkten Nebenpleuel haben Bronzelager. Die Kurbelwelle dreht sich im Gehäuse in zwei käfiglosen Kugellagern und besitzt einen teilbaren Kurbelzapfen, der als Keilwelle ausgeführt ist. Zur Aufnahme des Propellerschubes in axialer Richtung wurde ebenfalls ein Kugellager verwendet. Das Kurbelgehäuse selbst besteht aus zwei Teilen und wurde aus Leichtmetall gefertigt.
Die Zündung erfolgt mit zwei Magneten von B.T.H. Jeder Zylinder verfügt über zwei Zündkerzen. Die Zündanlage ist komplett abgeschirmt.
Die Aufladung erfolgt durch einen einstufigen Radiallader, der im Verhältnis 6,5:1 übersetzt ist. Der Kraftstoff wird durch eine Single-Point-Einspritzanlage von Hobson in die Ansaugleitung hinter der Drosselklappe gespritzt. Das Drosselklappengehäuse wird durch Öl beheizt. Der Motor wird durch eine Trockensumpfschmierung mit Öl versorgt. Dazu sind eine Druckpumpe und zwei Absaugpumpen vorhanden. Der Öldruck beträgt zwischen 4,2 und 5,6 bar. Serienmäßig kann der Motor mit einem Constant-Speed-Propeller ausgerüstet werden. Die Regelung des Kühlluftdurchsatzes erfolgt über elektrisch verstellbare Lamellen hinten an der Motorverkleidung. Gestartet wird der Motor entweder über einen pyrotechnischen Starter (Startpatrone) oder mit einem kombinierten Hand/Elektro-Starter.

## Technische Daten
| Typ                | 502/2 | 502/4 | 502/5 | 503/5 | 503/6 | 503/7 | 503/8 | 521/1 | 523/1 | 524/1 | 531/8 |
| ------------------ | ----- | ----- | ----- | ----- | ----- | ----- | ----- | ----- | ----- | ----- | ----- |
| Bohrung (mm)       | 122   | 122   | 122   | 122   | 122   | 122   | 122   | 122   | 122   | 122   | 122   |
| Hub (mm)           | 112   | 112   | 112   | 112   | 112   | 112   | 112   | 112   | 112   | 112   | 121,9 |
| Hubraum l          | 11,78 | 11,78 | 11,78 | 11,78 | 11,78 | 11,78 | 11,78 | 11,78 | 11,78 | 11,78 | 12,84 |
| Verdichtung        | 6,8:1 | 6,8:1 | 6,8:1 | 6,8:1 | 6,8:1 | 6,8:1 | 6,8:1 | 6,8:1 | 6,8:1 | 6,8:1 | 6,8:1 |
| Startleistung (PS) | 520   | 520   | 520   | 520   | 520   | 520   | 520   | 480   | 520   | 500   | 615   |
| Trockengewicht kg  | 356   | 361   | 363   | 367   | 367   | 367   | 367   | 358   | 358   | 331   | 390   |
| Untersetzung       | 0.625 | 0.625 | 0.625 | 0.625 | 0.625 | 0.625 | 0,5   | 0,8   | 0,8   | ohne  | 0,5   |
| Durchmesser (mm)   | 1054  | 1054  | 1054  | 1054  | 1054  | 1054  | 1054  | 1054  | 1054  | 1054  | 1143  |
| Länge (mm)         | 1382  | 1382  | 1382  | 1382  | 1382  | 1382  | 1382  | 1397  | 1397  | 833   | 1382  |